# Flaviano (prefeito do Egito)

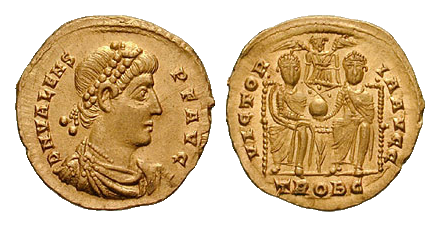
Soldo de Valente r.

Flaviano (em latim: Flavianus) foi um oficial administrativo romano do século IV, ativo durante o reinado conjunto dos imperadores Valentiniano I (r. 364–375) e Valente I (r. 364–378). Era nativo de Ilíria. Em algum momento antes de 364, provavelmente antes de 312 como sugerido pelos autores da Prosopografia do Império Romano Tardio, exerceu a função de presidente no Egito. Em 364, tornou-se prefeito do Egito em sucessão de Máximo, posição que manteve até 21 de julho de 366, quando foi sucedido por Procliano.
Em 5 de maio de 365, Flaviano recebeu um édito imperial sobre bispos banidos e em 8 de junho enviou um relatório solicitando instruções para o caso do arcebispo alexandrino Atanásio I. Em 5 de outubro, tentou prender Atanásio I com ajuda do duque Vitorino 4, mas em 1 de fevereiro de 366 foi instruído através do notário Brasidas para permitir que o clérigo retornasse para Alexandria.